# Macroclinium paraense
Macroclinium paraense är en orkidéart som beskrevs av Marcos Antonio Campacci och J.B.F.Silva. Macroclinium paraense ingår i släktet Macroclinium och familjen orkidéer. Inga underarter finns listade i Catalogue of Life.